# Sigismund Toduță
Sigismund Toduţă (Simeria, condado de Hunedoara, 17 de mayo de 1908 - Cluj-Napoca, 3 de julio de 1991) fue un compositor, musicólogo y profesor rumano, miembro de la Academia Rumana (marzo de 1991). Los liceos de música de Cluj y Deva llevan su nombre.

## Biografía
Se graduó en el Conservatorio de Música y Arte Dramático de Cluj (1926-1930, Pedagogía, 1926-1932, Piano, 1930-1936, Composición), contando entre sus profesores a Ecaterina Fotino-Negru (piano) y Marțian Negrea (composición). Se especializó en la Academia Santa Cecilia, en Roma (1936-1938), con Ildebrando Pizetti (composición) y Alfredo Casella (piano), y paralelamente en el Pontificio Istituto di Musica Sacra (1936-1938) en música sacra, composición religiosa y órgano. Fue profesor de música en el liceo de San Basilio en Blaj (1932-1943). Más tarde, correpetidor asistente en el Conservatorio de Música y Arte Dramático Cluj-Timişoara (1943-1944). Después de la guerra, se convirtió en secretario artístico de la Filarmónica "Transilvania" en Cluj (1945-1949). Desde 1947, fue profesor de teoría, solfeo, educación auditiva, armonía, contrapunto, análisis y composición en el Conservatorio Gheorghe Dima en Cluj (hasta 1973), ocupando el cargo de rector desde 1962 hasta 1965 y desde 1973 hasta 1991 trabajó como profesor-consultor. Entre 1971 y 1974 dirigió la Orquesta Filarmónica de Cluj.
Obtuvo el título de Doctor en musicología (Roma, 1938) en el Instituto Pontificio para la Música Sagrada, con el tema "Transcribiendo y comentando algunas obras juveniles inusuales firmadas por Giovanni Francesco Anerio. Por ser el primer rumano con este título académico, se le encomendó, desde 1968 -y por primera vez en Rumania-, la dirección de doctorados en cinco campos de la música. Miembro de la Academia de Ciencias Sociales y Políticas (desde 1970 ) y miembro de la Academia Rumana (desde marzo de 1991).
Su trabajo creativo ha sido recompensado con muchas distinciones (ver más abajo).
En los tres períodos de creación de Sigismund Toduţă, se pueden observar tendencias de acercamiento y combinación de la música religiosa gregoriana y bizantina con la folclórica rumana, dentro de las formas de la música clásica europea. Hay elementos de orientación neorrenacentista y neobarroca (en el primer período de creación); el último período se caracteriza por la orientación hacia la heterofonía y un modalismo altamente cromático. Hay que subrayar un estilo evolutivo, de naturaleza sinfónica, con tendencia a la articulación polifónica. Sigismund Toduţă tiene una clara inclinación a cultivar grandes formas, sin excluir las miniaturas instrumentales, vocales o corales.
Es el primer compositor rumano que, después de George Enescu y Paul Constantinescu, alcanza un verdadero estilo personal.

## Creación musical

### Música vocal-sinfónica
- Misa, para coro mixto con acompañamiento de órgano (1937)
- Salmo 97, para coro mixto, solistas y orquesta (1938-39).
- Salmo 133, para coro, solistas y orquesta.
- Cantan los niños: conjunto de coros de voces iguales y orquesta de cuerdas, letra de Ana Voileanu-Nicoară (1960)
- Balada de la bandera, para soprano, coro mixto y orquesta, letra de Victor Tulbure (1961)
- Oveja: ballet-oratorio para solistas, coro mixto y orquesta, letra popular (1978)
- Tras los pasos de Horea: oratorio para solistas, coro mixto y orquesta, letra popular (1978)
- Maestro Manole: ópera-oratorio en tres actos, según el drama homónimo  de Lucian Blaga (1980-83)
- 4 Lieder para soprano y orquesta, letra de W. Shakespeare,  Fr. V. Schoeber, R. M. Rilke, Ch. Baudelaire.

### Música sinfónica y concertante
- Égloga para Gran Orquesta (1933)
- Tres esbozos sinfónicos para gran orquesta (1936)
- Variaciones sinfónicas para gran orquesta (1940)
- Concierto n.º 1 para piano y orquesta (1943)
- 4 piezas para orquesta de cuerdas de Valentin Greff Bakfark (1950)
- Divertimento para orquesta de cuerdas (1951)
- Concierto n°1 para orquesta de cuerdas (1951)
- Sinfonía I (1954)
- Sinfonía II en re menor con órgano, "En Memoria de George Enescu" (1955)
- Sinfonía III "Ovidio" (1957)
- Obertura festiva (1959)
- Sinfonía V (1962/75)
- Concierto para vientos y percusión (1970/1976).
- Concierto n.º 2 para orquesta de cuerdas (1972-73)
- Concierto n.º 3 para orquesta de cuerdas "en estilo antiguo" (1974)
- Viejos sellos, para orquesta de cuerdas (1974)
- Sinfonietta "Al estilo antiguo" (1977)
- Concierto n.º 4 para orquesta de cuerdas (1980)
- Concierto para flauta y orquesta de cuerdas (1983)
- Concierto n.º 2 para piano y orquesta (1986)
- Concierto para oboe y orquesta de cuerdas (1989)

### Música de cámara
- Cuarteto de cuerdas (1936)
- Preludio para piano
- Padre Hubic visto por el Dr. S. Toduţa para piano (1941)
- Pieza ... para piano
- Passacaglia para piano (1943)
- 3 bocetos para piano (1944)
- Sonatina para piano (1950)
- Suite de canciones y danzas para piano (1951).
- Sonata para flauta y piano (1952)
- 10 villancicos para piano (1952)
- Sonata para violonchelo y piano (1952)
- Sonata n.º 1 para violín y piano (1953)
- Adagio para violonchelo y piano (1954).
- Sonata para oboe y piano (1955)
- 4 bocetos para arpa (1958)
- 4 piezas para  piano (c.1958)
- 6 piezas para piano (c.1960)
- Treno para piano (1970)
- Preludio - Coral - Tocata para piano (1973-1974)
- Tartine para piano (1975)
- Joko, 4 piezas para arpa (1978)
- ... Por la paz, para piano (1987)
- Sonata n.º 2 para violín y piano (1981)
- Sonatina para violín y piano (1981)
- 6 piezas para oboe solo (1981)
- Sinfonía BACH, para órgano (1984)
- 7 Preludios corales para órgano (1985)
- Recitativo, para piano (c.1985)
- Sonata n.º 2 para flauta y piano (1987-88)
- Sonata para flauta solista (1989)
- Sonata para violonchelo solo (1989)

### Música coral
- Liturgia n.º 1 San Juan Crisóstomo para coro mixto (1937)
- Salmo 23 para coro mixto (1937)
- Salmo 97 - Para coro mixto y órgano (1938)
- Salmo 133 - para solistas, coro y orquesta (1939)
- Arcaísmo, para coro mixto, letra de Mihail Celerianu (1942/1968)
- 20 coros, para voces iguales (1958-59)
- 5 canciones de Banat, para voces iguales masculinas (1955-58)
- 10 coros mixtos (1950-56)
- 15 coros mixtos (1969)
- Tríptico,  para voces iguales, letra de Ana Voileanu - Nicoară (1951)
- Nube, para voces iguales, letra de Vlaicu Barna (1951)
- Canción de cuna, canon para voces iguales (1955)
- Himno para la paz, para coro de niños, con acompañamiento de piano, letra de Vlaicu Bârna (1956)
- Codrule, cuando te pasé, para voces masculinas (1960)
- Alturas, para voces masculinas, letra de Ştefan Bitan (1961)
- 2 madrigales, con versos de Dante, para coro mixto (1965)
- 6 canciones populares (1973)
- En el río Babilonia, para coro mixto (1974)
- Liturgia n.º 2 (1974)
- Canción para pianistas, para niños y coro de piano, letra de Ana Voileanu Nicoară (1976)
- Cerca de la añoranza,  3 madrigales, letras de Lucian Blaga (1978)
- 4 madrigales, letras de Lucian Blaga para coro mixto (1981)
- 10 miniaturas corales, para voces iguales, letras populares
- 3 coros,  para voces iguales, letras de Lucian Blaga (1986)
- Doină 1, Doină 2, Juego,  para voces iguales y piano, letra popular (1985)
- 2 coros, para voces iguales, letras de Ana Blandiana (1989-90)

### Lieder
- Pájaros dormidos, letra de Mihai Eminescu (1943)
- Tu silencio, letra de Octavian Goga (1943)
- El arcoíris del amor, letra de Mihai Beniuc (1947)
- Esponjas, letra de Vlaicu Barna (1951)
- 4 canciones populares, para voz y piano (1953)
- 9 de mayo de 1895, letra de Lucian Blaga (1957)
- 14 Lieder,  para voz y piano, letras de Lucian Blaga (1984)
- 16 Lieder, para voz y piano, letras de Ana Blandiana (1987)
- 5 Lieder, para voz (S) y piano con versos de W. Shakespeare, Fr. V. Schoeber, R.M. Rilke, Ch. Baudelaire, E. Montale (1987)
- 5 Lieder, para voz (Bar o Ms) y piano, letras de Lucian Blaga (1983/1988)

## Creación musicológica
Las formas musicales del Barroco en las obras de J. S. Bach. Bucarest, Ed. Muzicală. Vol. I: Pequeña forma mono-, bi- y tristrófica, 1969. Vol. II: 15 Invenciones a dos voces. 15 Invenciones a tres voces. En colaboración con Hans Peter Türk. 1973. Vol. III. Las variaciones. Rondó. En colaboración con Vasile Herman. 1978.

## Órdenes y distinciones
- 2º premio composición "George Enescu" (1940)
- Premio Robert Cremer (1943)
- Premio Estatal (1953, 1955)
- Maestro emérito de arte (1957)
- Orden del Trabajo 2ª clase (1964) [1]
- Premio George Enescu de la Academia Rumana (1974)
- Premio de la Unión de Compositores (1973, 1976, 1978 y 1983).

## Notoriedad
El legado del artista se conserva en la Fundación "Sigismund Toduţă" en Cluj-Napoca, que organiza, junto con la Academia de Música Gheorghe Dima, el Festival Internacional "Sigismund Toduţă", iniciado en 2013. [2]
Hay calles e instituciones con el nombre del compositor, incluyendo:
- la Escuela Secundaria de música "Sigismund Toduţă" de Cluj-Napoca
- la Escuela Superior de Música y Bellas Artes "Sigismund Toduţă" en Deva
- La calle donde vivía el músico en Cluj-Napoca.

Un busto del compositor se encuentra en el Parque Central de Cuj-Napoca . [3]
El centenario del nacimiento del músico (2008) se celebró en la Universidad de Oldenburg (Alemania) con un simposio dedicado a Toduţă y la Escuela de Composición de Cluj [4]